# Sebkha Ariana
Die Sebkha Ariana (arabisch سبخة أريانة, DMG Sabḫat Aryāna) ist eine Sabcha (Salzsee) in der Peripherie der tunesischen Hauptstadt Tunis.

## Geographie
Die Sebkha Ariana ist eine sogenannte Sabcha, ein flacher, abflussloser Binnensee. Namensgebend ist die südlich gelegene Stadt Ariana. Der Salzsee liegt im Norden des See von Tunis, nahe der Ruinen von Karthago, 10 km südwestlich von Tunis. Er wird vom Mittelmeer durch einen schmalen Landstreifen getrennt, an dem die Städte La Marsa und Gammarth liegen.
Die Sebkha liegt 1 Meter über dem Meeresspiegel und ist 14 km lang und bis zu 4 km breit. Sie hat naturgemäß einen jahreszeitlich schwankenden Wasserstand, nur sehr selten ist sie tiefer überschwemmt. Dem entsprechend hat sie auch eine schwankende Ausdehnung, der Höchststand beträgt 4.000 Hektar, nur 2.500 Hektar sind jedoch regelmäßig überschwemmt, saisonal fällt der See in den meisten Jahren vollständig trocken.

## Ökologie
Die Sebkha ist ein wichtiges Habitat für Vögel, sowohl als Ruheplatz während des Vogelzugs wie auch zur Überwinterung. Darunter finden sich Sanderling, Alpenstrandläufer, Kranich, Kubaflamingo, Säbelschnäbler, Brandgans und Rotschenkel.
Der See steht nicht unter Schutz, als Gefährdungen wurden gelegentliche Jagd und touristische Erschließungen berichtet.